# Chris Paul
Christopher Emmanuel Paul, detto Chris (Winston-Salem, 6 maggio 1985), è un cestista statunitense, di ruolo playmaker, professionista nella NBA con i Los Angeles Clippers.
Considerato come uno dei migliori di sempre nel suo ruolo, ha concluso cinque stagioni come giocatore con più assist e sei come giocatore con più palle rubate. Nella NBA dal 2005, Paul ha conquistato il premio di Rookie dell'anno nel 2006, a cui seguono dodici convocazioni all'All-Star Game, del quale è stato nominato MVP nel 2013. Nel 2021, in occasione del 75º anniversario della lega, è stato inserito nella lista dei migliori 75 ad avere mai giocato in NBA.

## Caratteristiche tecniche

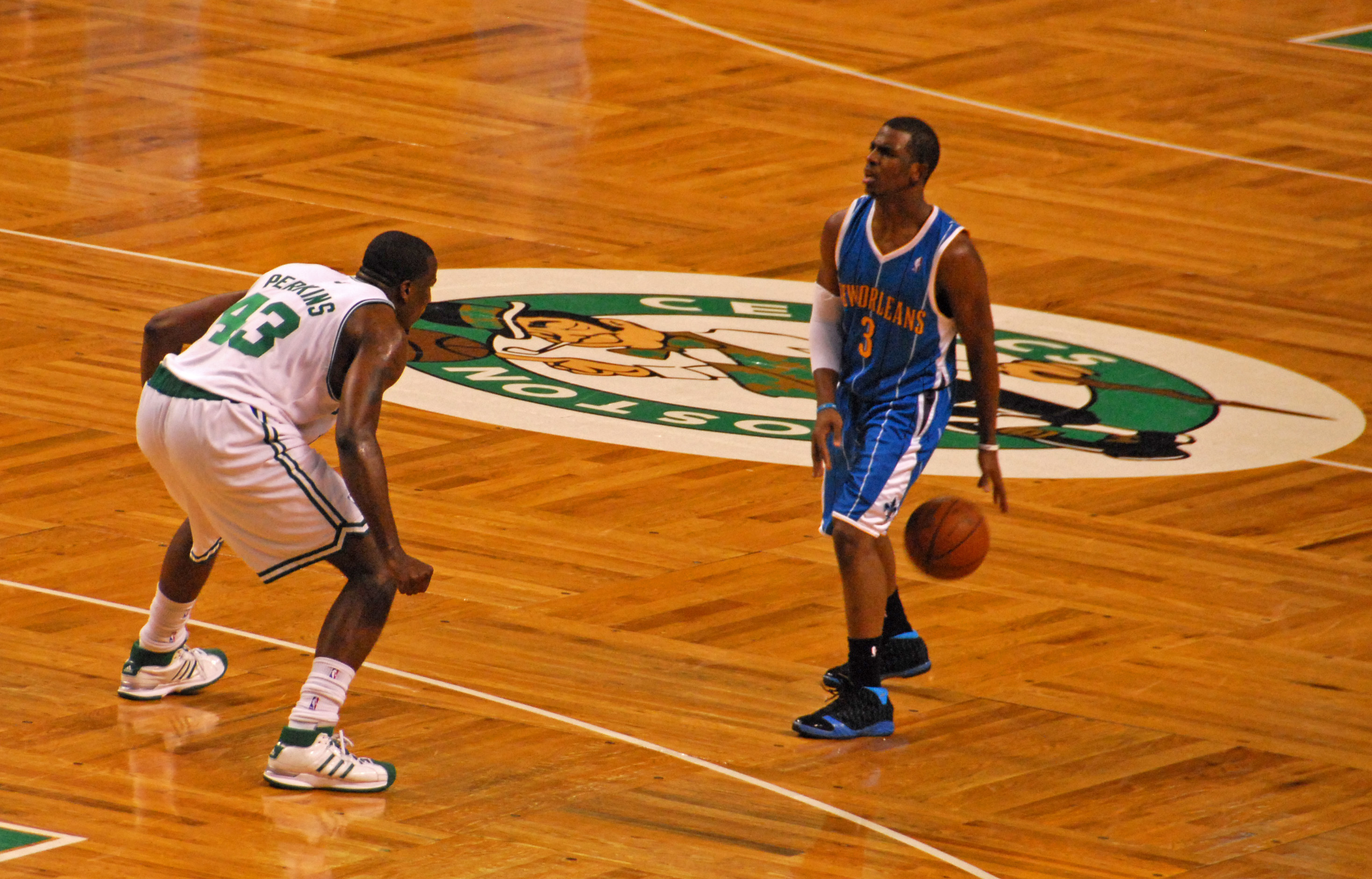
Paul palleggia in una partita contro i Celtics campioni in carica

Soprannominato The Point God, viene considerato una delle migliori point guard di sempre. È dotato di grande visione di gioco, leadership, freddezza nei momenti decisivi. Fuoriclasse nel servire assist ai compagni, specialità dove eccelle tra i migliori di sempre, detiene un'ottima abilità di palleggio ed un tiro dalla media e lunga distanza efficace e costante. Grande giocatore anche in difesa, nonostante la piccola taglia, eccelle nelle palle recuperate e nella difesa uomo contro uomo, anche spalle a canestro. È stato il primo giocatore della storia NBA ad aver fatto registrare almeno 20.000 punti e 10.000 assist in carriera nella stagione regolare. 

## Carriera

### High school
Frequentò la West Forsyth High School, dove venne nominato Mr. Basketball della Carolina del Nord dal Charlotte Observer, il giornale locale. Paul tenne una media di 30,8 punti, otto assist, cinque rimbalzi e sei rubate a partita, arrivando alle finali regionali. In una partita segnò 61 punti, sbagliando apposta il libero supplementare (che doveva tirare per aver fatto canestro con fallo) in onore del suo amato nonno Nathaniel Jones, morto tre giorni prima all'età di 61 anni dopo essere stato vittima di un pestaggio a pochi metri da casa sua.

### College
Passò poi alla Wake Forest University dal 2003 al 2005, giocando sotto l'allenatore Skip Prosser. Nella stagione 2003-04 venne nominato matricola dell'anno della costa Atlantica.
Nel 2005, durante una partita a Raleigh, Carolina del Nord, tirò un pugno sotto la cintura a Julius Hodge, un altro giocatore. Ciò comportò la sua espulsione.

### NBA

#### New Orleans Hornets (2005-2007)
Chris Paul fu scelto dai New Orleans Hornets nel draft NBA 2005 come quarta scelta assoluta dopo Andrew Bogut, Marvin Williams e Deron Williams. A causa della devastazione causata dall'uragano Katrina, Paul e gli Hornets giocarono la maggior parte delle loro partite a Oklahoma City durante le stagioni 2005/2006 e 2006/2007.
Nella stagione d'esordio si posiziona subito tra i primi dieci giocatori nella classifica degli assist per partita e termina la stagione guidando i rookies in punti, assist, palle rubate e doppie doppie, diventando inoltre il secondo rookie nella storia della NBA a guidare la lega in palle rubate totali. Paul ha registrato la sua prima tripla doppia contro i Toronto Raptors il 2 aprile 2006 con 24 punti, 12 rimbalzi e 12 assist. Ogni mese della regular season 2005-06 ha vinto il premio "matricola del mese"; con una media finale di 16.1 punti, 5.1 rimbalzi, 7.8 assist e 2.2 palle rubate a partita, è stato nominato NBA Rookie of the Year ad un solo voto per non vincere il premio all'unanimità. Gli Hornets tuttavia terminarono il campionato con un record di 38-44 non riuscendo ad ottenere la qualificazione per la post-season. Dopo la stagione regolare ha vinto il premio Espy come giocatore più migliorato.
Nella stagione 2006-07 tenne una media di 17,4 punti, 8,9 assist e 1,8 palloni rubati a partita, giocando però solamente 64 partite a causa di un infortunio che influì sul record finale degli Hornets (39-43) che non raggiunsero i playoff. Il 16 febbraio 2007 ha partecipato nuovamente dopo l'anno da matricola all'NBA Rookie Challenge stabilendo nuovi record per questa esibizione dell'All Star Weekend con una prestazione da 17 assist e 9 palle rubate.

#### New Orleans Hornets (2007-2011)

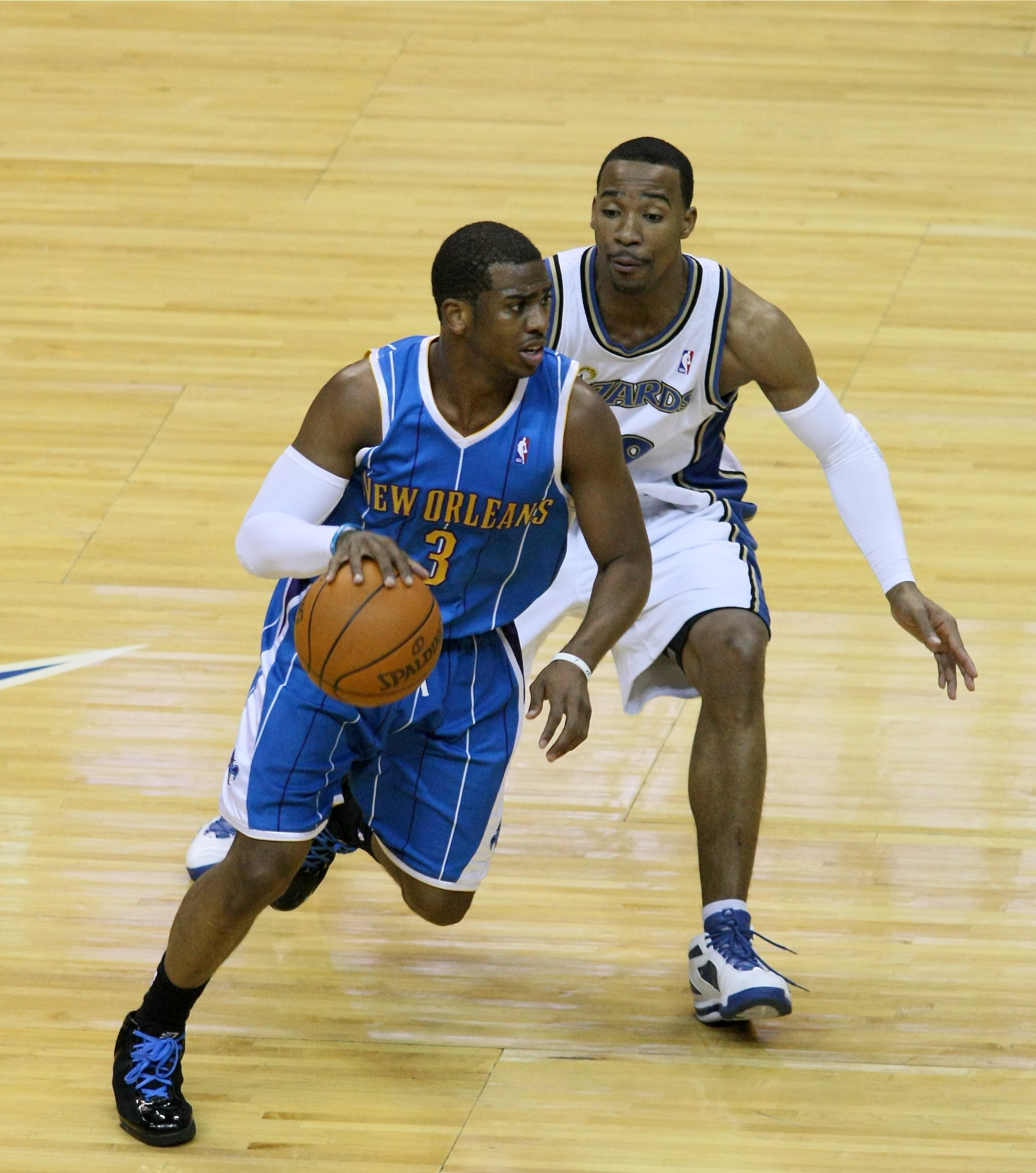
Paul con la casacca dei New Orleans Hornets

Nella stagione 2007-08 in regular season ha tenuto una media di 21,1 punti, 11,6 assist e 2,7 palloni rubati a partita (ha terminato la stagione in testa alla classifica della NBA per assist e palle rubate a partita); mentre nei play-off ha avuto una media di 24,1 punti, 11,3 assist e 2,3 palloni rubati a partita. La stagione 2007-08 è stata davvero importante per lui: ha partecipato anche al suo primo All-Star Game come beniamino di casa (l'edizione 2008 infatti si è tenuta a New Orleans) insieme al compagno di squadra David West, e ha senza dubbio trascinato i suoi New Orleans Hornets fino alla seconda fase dei play-off (nella prima fase hanno battuto 4-1 i Dallas Mavericks) dove hanno perso gara 7 in casa contro i San Antonio Spurs (perdendo la serie 4-3).
Nella stagione 2008-09, per la seconda volta di fila, è arrivato primo nella classifica per assist e palle rubate ed ha aumentato la sua media punti a 22,8 a partita. Paul ha inoltre partecipato al suo secondo All Star Game giocando per i Western Conference All Stars.
La stagione successiva un infortunio limita Paul a sole 45 apparizioni in regular season; l'annata 2010-11 vede Paul calare i suoi numeri, giocando di più per la squadra, che riesce a tornare ai playoff dopo due anni: New Orleans viene però battuta 4-2 dai Los Angeles Lakers.
All'inizio del Lockout NBA 2011-2012 Paul, destinato a diventare free agent nell'estate 2011, conferma agli New Orleans Hornets (momentaneamente sotto il controllo della NBA mentre si cerca un nuovo proprietario) di non aver intenzione di rinnovare il contratto con la franchigia di New Orleans. Vista la situazione la squadra della Louisiana cerca di intavolare una trade per Paul, per evitare di perderlo a parametro zero alla fine della stagione 2011/12: tra le squadre più interessate i New Jersey Nets, i New York Knicks e le due franchigie di Los Angeles (Clippers e Lakers).

#### LA Clippers (2011-2017)

Chris Paul nel 2013 ai Los Angeles Clippers.

Il 15 dicembre 2011 Paul (e due seconde scelte del draft 2015) passa ai Los Angeles Clippers in cambio di Eric Gordon, Chris Kaman, Al-Farouq Aminu e una prima scelta del draft 2012.
Viene inserito nel quintetto base della NBA Western Conference per l'edizione 2012 dell'NBA All-Star Game. Dalle prime fasi della stagione sviluppa un feeling particolare con Blake Griffin, che diventa il suo punto di riferimento per la maggior parte degli assist.
Conclude la regular season con la media di 16,6 punti, 9,6 assist e 2,6 palle rubate in 36,4 minuti a partita.
Lo stesso anno raggiunge anche i playoff dove al primo turno incontra i Memphis Grizzlies riuscendo a vincere in 7 gare. Al turno successivo sfida i San Antonio Spurs però non riesce ad esprimere il suo gioco, sia per problemi fisici sia per la grande difesa degli avversari, e dopo basse prestazioni i Clippers vengono eliminati 4-0 dai ragazzi di Gregg Popovich.
Il 17 febbraio 2013 prende parte all'NBA All-Star Game, partendo in quintetto base con anche il compagno di squadra Blake Griffin.
A fine gara viene eletto MVP dell'incontro poiché contribuisce alla vittoria della Western Conference per 143-138 grazie ai suoi 20 punti con ben 15 assist serviti ai compagni. Conclude la regular season con 16,9 punti di media con 9,7 assist, 3,7 rimbalzi e 2,43 palle rubate. Diviene il secondo miglior assist-man dietro solo a Rajon Rondo dei Boston Celtics con 11,1 assist, e il miglior giocatore per numero di palle rubate a partita.

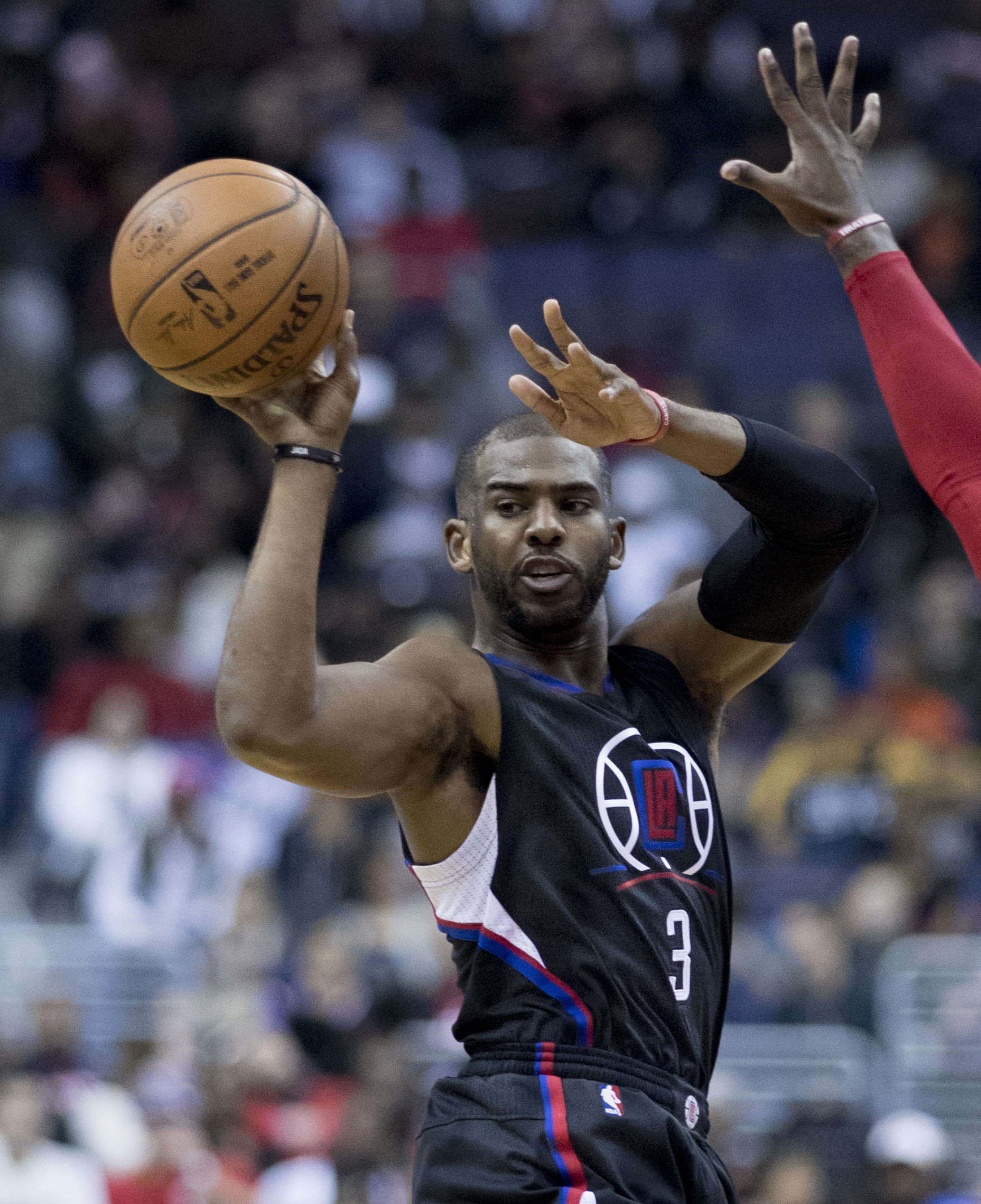
Chris Paul nel 2016

Nella stagione 2014-15 registra di media 19,1 punti, 10,2 assist e 4,6 rimbalzi, giungendo primo nella classifica degli assist.
Dopo aver eliminato i San Antonio Spurs per 4-3 grazie ad un canestro decisivo di Paul, i Clippers escono perdendo 3-4 contro gli Houston Rockets in semifinale di conference (i Clippers erano avanti 3-1).
L'anno successivo viene inserito nel primo quintetto difensivo e conclude la stagione con le medie di 19,5 punti, 10 assist e 4,2 rimbalzi per partita. In gara-4 del primo turno dei play-off contro i Portland Trail-Blazers si rompe la mano destra, mettendo fine alle speranze di titolo per i Clippers, che perderanno infatti la serie 4-2.
Il 10 novembre 2016 diventa l'unico giocatore della storia a finire una partita con 20 punti, 20 assist e 0 palle perse.

#### Houston Rockets (2017-2019)

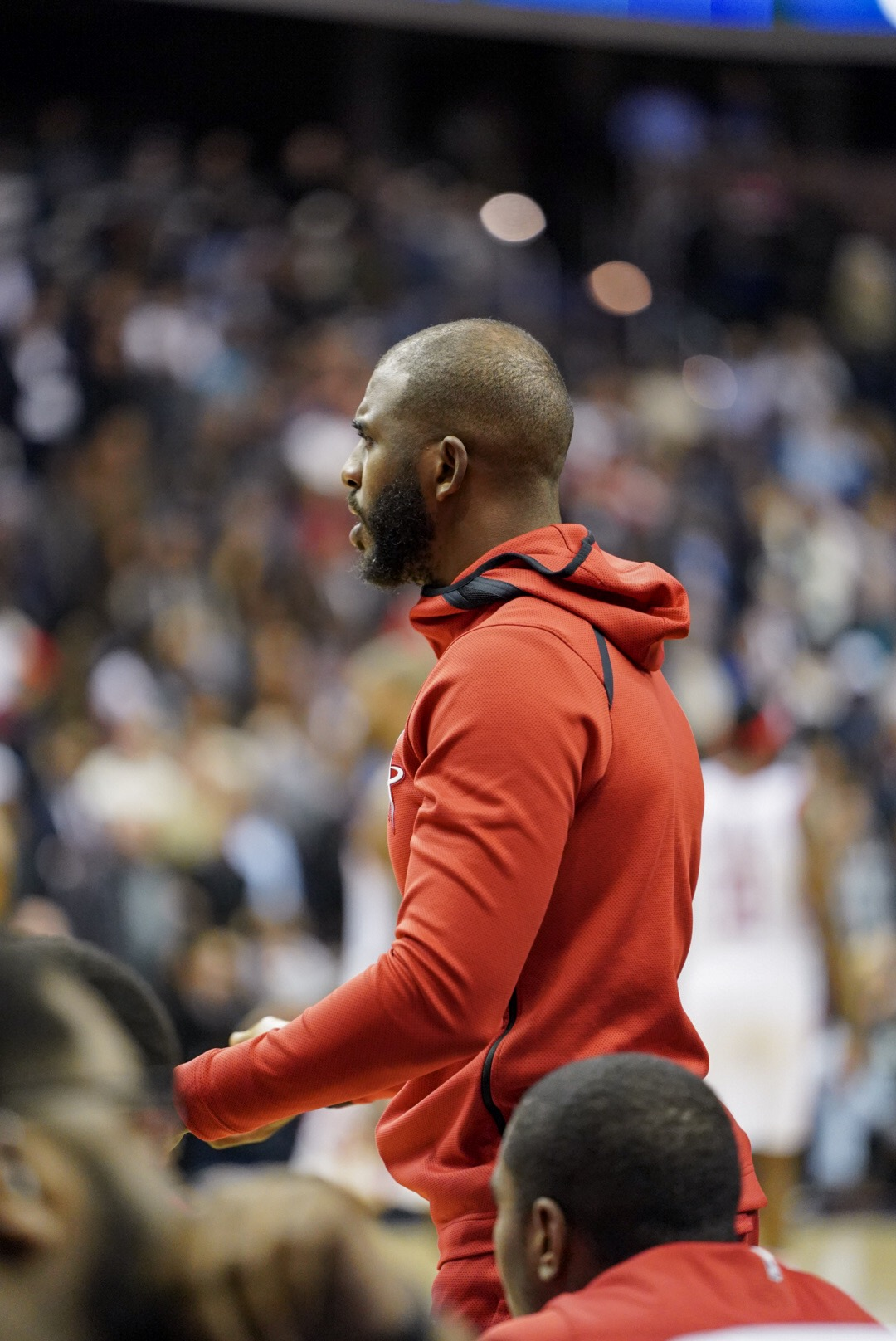
Chris Paul ai Rockets nel 2019

Il 28 giugno 2017 Paul viene ceduto agli Houston Rockets in cambio di Patrick Beverley, Lou Williams, Sam Dekker, Montrezl Harrell, Darrun Hilliard, DeAndre Liggins, Kyle Wiltje, una prima scelta protetta al draft 2018 e una cifra in denaro non resa pubblica. La regular season 2017-2018 termina con i Rockets al primo posto della Western Conference, grazie un record di 65 vinte e 17 perse (il migliore della NBA). Chris Paul chiude la stagione con 18,6 punti, 5,4 assist e 5,8 rimbalzi di media. Ai playoff, Houston incrocia prima i Minnesota Timberwolves che vengono eliminati facilmente per 4-1, e poi gli Utah Jazz, superati con lo stesso punteggio. Per Paul, protagonista nella decisiva gara 5 con 41 punti (massimo personale ai playoff), sono le prime conference finals in carriera. Ad attendere Houston c'è Golden State, campione uscente e vincitrice di due titoli nei tre anni precedenti. I Rockets riescono a portare la serie sul 3-2 a proprio favore, con Chris Paul protagonista nelle due vittorie che portano Houston a condurre la serie, ma proprio al termine di gara 5 il playmaker accusa un infortunio al bicipite femorale che lo terrà fuori per le restanti partite. Anche approfittando della sua assenza, Golden State centra due vittorie consecutive e passa il turno (vincerà poi il titolo battendo i Cleveland Cavaliers 4-0).
Il 1º luglio 2018 firma un'estensione contrattuale per 160 milioni in 4 anni.

#### Oklahoma City Thunder (2019-2020)
Il 16 luglio 2019 passa agli Oklahoma City Thunder, insieme a due prime scelte protette e altre chiamate, nell'operazione che porta Russell Westbrook agli Houston Rockets.
La stagione, che si preannunciava fallimentare per Oklahoma, si rivela invece molto positiva per Chris Paul (che prenderebbe parte al suo decimo All Star Game) ed i Thunder, che riescono ad accedere ai playoff con il 5° record ad ovest ma vengono eliminati al primo turno dagli Houston Rockets di James Harden per 4-3, dove Paul termina la serie con 21,3 punti e 7,4 assist di media a partita.

#### Phoenix Suns (2020-2023)
Il 16 novembre 2020 passa ai Phoenix Suns insieme ad Abdel Nader. Questa operazione porterà agli Oklahoma City Thunder: Ricky Rubio, Kelly Oubre, Ty Jerome, Jalen Lecque e una scelta al Draft. Dopo un entusiasmante stagione Phoenix finisce con il secondo record della Western Conference e Paul, che il 22 marzo 2021 supera la quota di 10.000 assist in carriera, viene chiamato per l'undicesima volta all'All Star Game. Ai playoff 2021 i Suns si guadagnano l'accesso alle Finals dopo aver eliminato i Los Angeles Lakers di LeBron James 4-2, i Denver Nuggets dell'MVP Nikola Jokić per 4-0, e i Los Angeles Clippers nella finale di conference per 4-2, serie dove nella decisiva gara 6 fa registrare il suo High Score nei playoff con 41 punti a cui aggiunge 8 assist e 4 palle recuperate. Phoenix perde 2-4 le NBA Finals contro i Milwaukee Bucks dopo aver condotto per 2-0, Chris Paul chiude la serie finale con 21,8 punti ed 8,2 assist di media.
In estate firma un rinnovo di quattro anni con la squadra dell'Arizona e il 23 ottobre 2021 durante la partita con i Los Angeles Lakers, grazie ad un tiro libero realizzato nel secondo quarto della vittoria contro i gialloviola allo Staples Center, Paul diventa il primo giocatore della storia NBA con 20.000 punti segnati e 10.000 assist distribuiti in carriera.
A fine stagione vince nuovamente la classifica degli assist con 10,8 di media, guidando Phoenix ad avere il migliore record dell'NBA con 64 vittorie e 18 sconfitte, guadagnando così il primo seed della Western Conference.

#### Golden State Warriors (2023-2024)
Il 24 giugno 2023, insieme a Landry Shamet, quattro pick swaps e sei seconde scelte, passa ai Washington Wizards nell'ambito della trade che porta Bradley Beal ai Phoenix Suns. Il 6 luglio successivo si trasferisce ai Golden State Warriors in cambio di Patrick Baldwin, Jordan Poole, Ryan Rollins, una seconda scelta al draft 2027 e una prima scelta protetta al draft 2030.
San Antonio Spurs (2024-)
Il 30 giugno 2024 viene tagliato dai Golden State Warriors. Dopo poche ore firma un contratto annuale da più di 11 milioni di dollari con i San Antonio Spurs.

### Nazionale

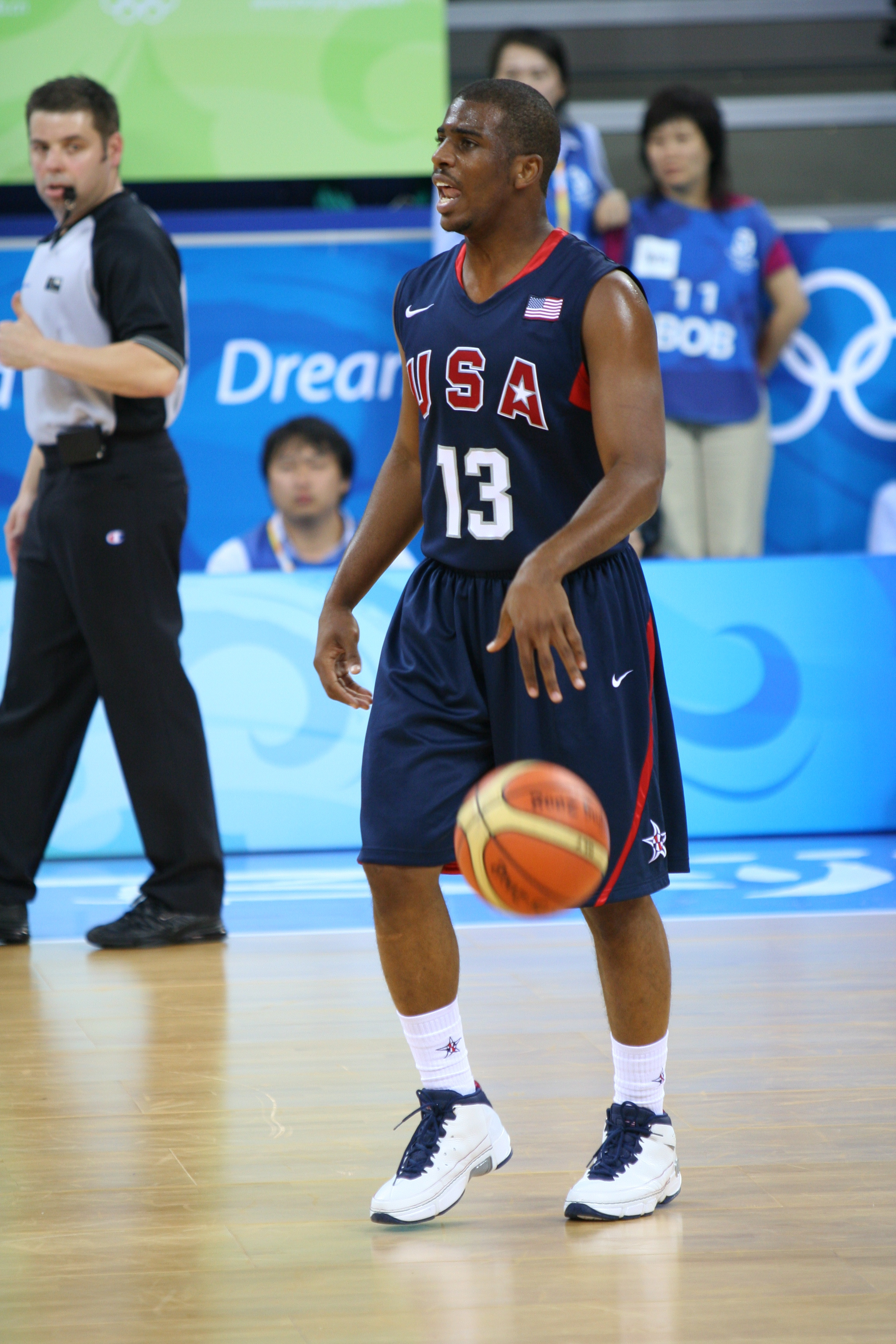
Chris Paul con il Redeem Team del 2008

Con la Nazionale statunitense ha partecipato ai campionati mondiali del 2006 e ai vittoriosi Giochi olimpici di Pechino 2008. Partecipa anche ai Giochi olimpici di Londra 2012, vincendo per la seconda volta consecutiva l'oro. Dedicherà la medaglia al nonno, morto all'età di soli 61 anni

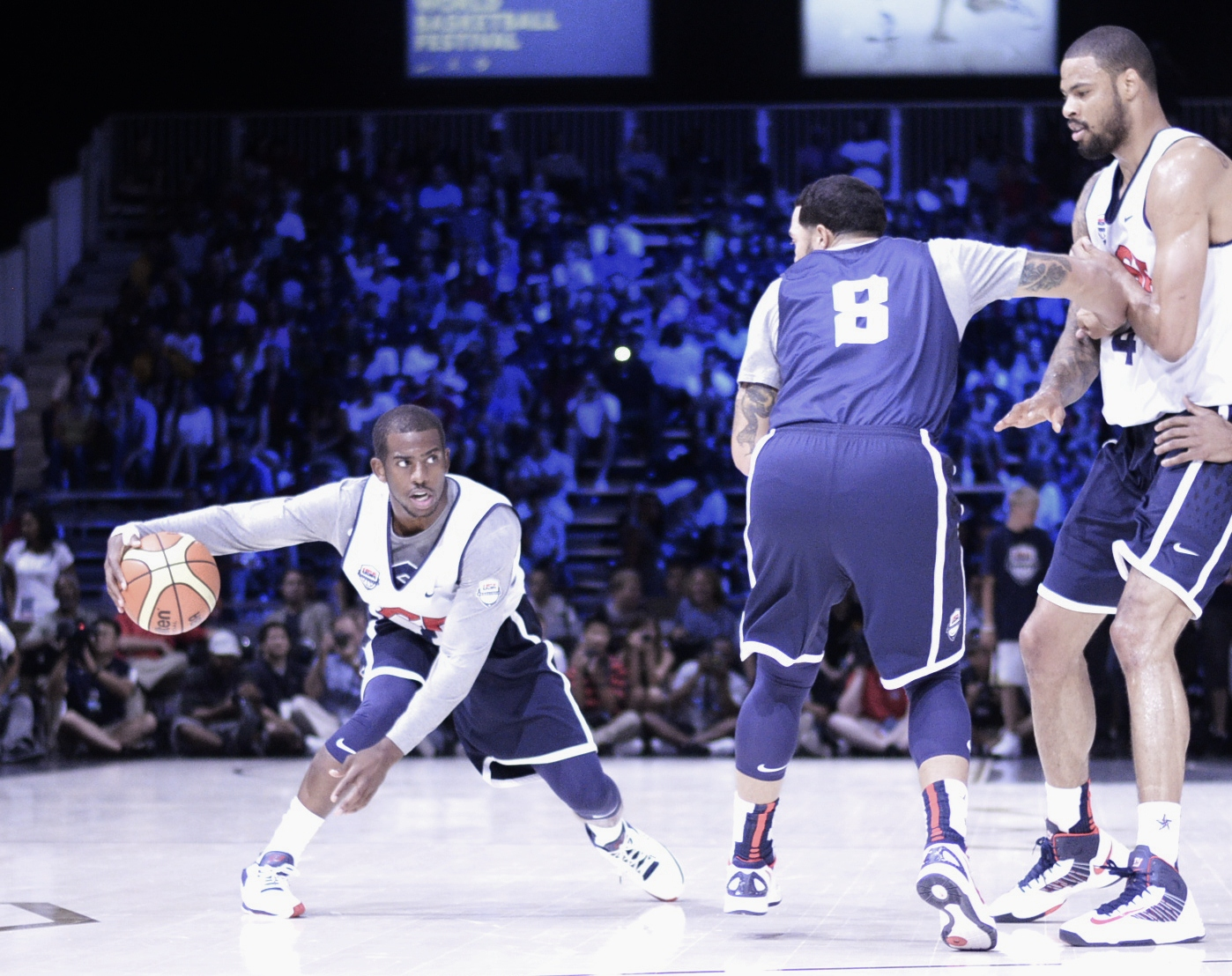
Paul in azione con la nazionale nel 2012

## Vita privata
È stato fidanzato con Jada Crawley, una ragazza conosciuta al college, dal 2003 al 23 maggio 2011, giorno in cui sono convolati a nozze. Il 23 maggio 2009 hanno avuto il loro primo figlio, Christopher Emmanuel Paul II. Il 16 agosto 2012 è nata Camryn Alexis.
Nel 2024 in occasione del "Tst" torneo internazionale (di cui è socio) di calcio ha incontrato Marco Materazzi rivelando di tifare per i nerazzurri dell'Inter.

## Statistiche
| * | Primo nella lega |

### NCAA
| Anno      | Squadra           | PG | PT | MP   | TC%  | 3P%  | TL%  | RP  | AP  | PRP | SP  | PP   |
| --------- | ----------------- | -- | -- | ---- | ---- | ---- | ---- | --- | --- | --- | --- | ---- |
| 2003-2004 | W.F. Dem. Deacons | 31 | 30 | 33,6 | 49,4 | 46,5 | 84,3 | 3,3 | 5,9 | 2,7 | 0,4 | 14,8 |
| 2004-2005 | W.F. Dem. Deacons | 32 | 31 | 33,4 | 45,1 | 47,4 | 83,4 | 4,5 | 6,6 | 2,4 | 0,0 | 15,3 |
| Carriera  | Carriera          | 63 | 61 | 33,5 | 47,1 | 47,0 | 83,8 | 3,9 | 6,3 | 2,5 | 0,2 | 15,1 |

#### Massimi in carriera
- Massimo di punti: 30 (2 volte)[22]
- Massimo di rimbalzi: 9 vs Florida State (18 gennaio 2005)
- Massimo di assist: 12 vs Texas-Austin (18 dicembre 2004)
- Massimo di palle rubate: 7 vs Florida State (12 febbraio 2005)
- Massimo di stoppate: 2 (2 volte)
- Massimo di minuti giocati: 46 vs North Carolina-Chapel Hill (20 dicembre 2003)

### NBA

#### Regular Season
| Anno      | Squadra           | PG    | PT    | MP   | TC%  | 3P%  | TL%   | RP  | AP    | PRP  | SP  | PP   |
| --------- | ----------------- | ----- | ----- | ---- | ---- | ---- | ----- | --- | ----- | ---- | --- | ---- |
| 2005-2006 | N.O. Hornets      | 78    | 78    | 36,0 | 43,0 | 28,2 | 84,7  | 5,1 | 7,8   | 2,2  | 0,1 | 16,1 |
| 2006-2007 | N.O. Hornets      | 64    | 64    | 36,8 | 43,7 | 35,0 | 81,8  | 4,4 | 8,9   | 1,8  | 0,0 | 17,3 |
| 2007-2008 | N.O. Hornets      | 80    | 80    | 37,6 | 48,8 | 36,9 | 85,1  | 4,0 | 11,6* | 2,7* | 0,1 | 21,1 |
| 2008-2009 | N.O. Hornets      | 78    | 78    | 38,5 | 50,3 | 36,4 | 86,8  | 5,5 | 11,0* | 2,8* | 0,1 | 22,8 |
| 2009-2010 | N.O. Hornets      | 45    | 45    | 38,0 | 49,3 | 40,9 | 84,7  | 4,2 | 10,7  | 2,1  | 0,2 | 18,7 |
| 2010-2011 | N.O. Hornets      | 80    | 80    | 36,0 | 46,3 | 38,8 | 87,8  | 4,1 | 9,8   | 2,4* | 0,1 | 15,8 |
| 2011-2012 | L.A. Clippers     | 60    | 60    | 36,4 | 47,8 | 37,1 | 86,1  | 3,6 | 9,1   | 2,5* | 0,1 | 19,8 |
| 2012-2013 | L.A. Clippers     | 70    | 70    | 33,4 | 48,1 | 32,8 | 88,5  | 3,7 | 9,7   | 2,4* | 0,1 | 16,9 |
| 2013-2014 | L.A. Clippers     | 62    | 62    | 35,0 | 46,7 | 36,8 | 85,5  | 4,3 | 10,7* | 2,5* | 0,1 | 19,1 |
| 2014-2015 | L.A. Clippers     | 82    | 82    | 34,8 | 48,5 | 39,8 | 90,0  | 4,6 | 10,2* | 1,9  | 0,2 | 19,1 |
| 2015-2016 | L.A. Clippers     | 74    | 74    | 32,7 | 46,2 | 37,1 | 89,6  | 4,2 | 10,0  | 2,1  | 0,2 | 19,5 |
| 2016-2017 | L.A. Clippers     | 61    | 61    | 31,5 | 47,6 | 41,1 | 89,2  | 5,0 | 9,2   | 1,9  | 0,1 | 18,1 |
| 2017-2018 | Houston Rockets   | 58    | 58    | 31,8 | 46,0 | 38,0 | 91,9  | 5,4 | 7,9   | 1,7  | 0,2 | 18,6 |
| 2018-2019 | Houston Rockets   | 58    | 58    | 32,0 | 41,9 | 35,8 | 86,2  | 4,6 | 8,2   | 2,0  | 0,3 | 15,6 |
| 2019-2020 | Oklahoma Thunder  | 70    | 70    | 31,5 | 48,9 | 36,5 | 90,7  | 5,0 | 6,7   | 1,6  | 0,2 | 17,6 |
| 2020-2021 | Phoenix Suns      | 70    | 70    | 31,4 | 49,9 | 39,5 | 93,4* | 4,5 | 8,9   | 1,4  | 0,3 | 16,4 |
| 2021-2022 | Phoenix Suns      | 65    | 65    | 32,9 | 49,3 | 31,7 | 83,7  | 4,4 | 10,8* | 1,9  | 0,3 | 14,7 |
| 2022-2023 | Phoenix Suns      | 59    | 59    | 32,0 | 44,0 | 37,5 | 83,1  | 4,3 | 8,9   | 1,5  | 0,4 | 13,9 |
| 2023-2024 | G.S. Warriors     | 58    | 18    | 26,4 | 44,1 | 37,1 | 82,7  | 3,9 | 6,8   | 1,2  | 0,1 | 9,2  |
| 2024-2025 | San Antonio Spurs | 82    | 82    | 28,0 | 42,7 | 37,7 | 92,4  | 3,6 | 7,4   | 1,3  | 0,3 | 8,8  |
| Carriera  | Carriera          | 1.354 | 1.314 | 33,7 | 47,0 | 37,0 | 87,1  | 4,4 | 9,2   | 2,0  | 0,2 | 17,0 |
| All-Star  | All-Star          | 11    | 4     | 24,8 | 52,5 | 46,8 | 85,7  | 3,9 | 11,6  | 2,4  | 0,0 | 12,2 |

#### Play-off
| Anno     | Squadra          | PG  | PT  | MP   | TC%  | 3P%  | TL%  | RP  | AP    | PRP  | SP  | PP   |
| -------- | ---------------- | --- | --- | ---- | ---- | ---- | ---- | --- | ----- | ---- | --- | ---- |
| 2008     | N.O. Hornets     | 12  | 12  | 40,5 | 50,2 | 23,8 | 78,5 | 4,9 | 11,3* | 2,3* | 0,2 | 24,1 |
| 2009     | N.O. Hornets     | 5   | 5   | 40,2 | 41,1 | 31,3 | 85,7 | 4,4 | 10,4  | 1,6  | 0,0 | 16,6 |
| 2011     | N.O. Hornets     | 6   | 6   | 41,5 | 54,5 | 47,4 | 79,6 | 6,7 | 11,5* | 1,8  | 0,0 | 22,0 |
| 2012     | L.A. Clippers    | 11  | 11  | 38,5 | 42,7 | 33,3 | 87,2 | 5,1 | 7,9   | 2,7  | 0,1 | 17,6 |
| 2013     | L.A. Clippers    | 6   | 6   | 37,3 | 53,3 | 31,6 | 89,2 | 4,0 | 6,3   | 1,8  | 0,0 | 22,8 |
| 2014     | L.A. Clippers    | 13  | 13  | 36,3 | 46,7 | 45,7 | 77,4 | 4,2 | 10,4* | 2,8* | 0,0 | 19,8 |
| 2015     | L.A. Clippers    | 12  | 12  | 37,1 | 50,3 | 41,5 | 94,1 | 4,4 | 8,8   | 1,8  | 0,3 | 22,1 |
| 2016     | L.A. Clippers    | 4   | 4   | 31,3 | 48,7 | 30,0 | 100* | 4,0 | 7,3   | 2,3  | 0,0 | 23,8 |
| 2017     | L.A. Clippers    | 7   | 7   | 37,2 | 49,6 | 36,8 | 87,9 | 5,0 | 9,9   | 1,7  | 0,1 | 25,3 |
| 2018     | Houston Rockets  | 15  | 15  | 34,5 | 45,9 | 37,4 | 83,0 | 5,9 | 5,8   | 2,0  | 0,3 | 21,1 |
| 2019     | Houston Rockets  | 11  | 11  | 36,1 | 44,6 | 27,0 | 84,4 | 6,4 | 5,5   | 2,2  | 0,6 | 17,0 |
| 2020     | Oklahoma Thunder | 7   | 7   | 37,3 | 49,1 | 37,2 | 88,5 | 7,4 | 5,3   | 1,6  | 0,4 | 21,3 |
| 2021     | Phoenix Suns     | 20  | 20  | 34,2 | 49,7 | 44,6 | 87,7 | 3,5 | 8,6   | 1,2  | 0,2 | 19,2 |
| 2022     | Phoenix Suns     | 13  | 13  | 34,5 | 56,1 | 38,8 | 94,6 | 4,2 | 8,3   | 1,5  | 0,2 | 17,5 |
| 2023     | Phoenix Suns     | 7   | 7   | 35,7 | 41,8 | 32,1 | 50,0 | 5,0 | 7,4   | 1,7  | 0,7 | 12,4 |
| Carriera | Carriera         | 149 | 149 | 36,5 | 48,4 | 37,3 | 85,4 | 4,9 | 8,3   | 1,9  | 0,2 | 20,0 |

#### Massimi in carriera
- Massimo di punti: 43 (2 volte)[23]
- Massimo di rimbalzi: 13 (2 volte)
- Massimo di assist: 21 vs Los Angeles Lakers (6 novembre 2007)
- Massimo di palle rubate: 9 vs Dallas Mavericks (20 febbraio 2008)
- Massimo di stoppate: 3 (2 volte)
- Massimo di minuti giocati: 51 vs New Jersey Nets (9 febbraio 2011)

### Cronologia presenze e punti in Nazionale
| Cronologia completa delle presenze e dei punti in Nazionale - Stati Uniti | Cronologia completa delle presenze e dei punti in Nazionale - Stati Uniti | Cronologia completa delle presenze e dei punti in Nazionale - Stati Uniti | Cronologia completa delle presenze e dei punti in Nazionale - Stati Uniti | Cronologia completa delle presenze e dei punti in Nazionale - Stati Uniti | Cronologia completa delle presenze e dei punti in Nazionale - Stati Uniti | Cronologia completa delle presenze e dei punti in Nazionale - Stati Uniti | Cronologia completa delle presenze e dei punti in Nazionale - Stati Uniti |
| Data                                                                      | Città                                                                     | In casa                                                                   | Risultato                                                                 | Ospiti                                                                    | Competizione                                                              | Punti                                                                     | Note                                                                      |
| ------------------------------------------------------------------------- | ------------------------------------------------------------------------- | ------------------------------------------------------------------------- | ------------------------------------------------------------------------- | ------------------------------------------------------------------------- | ------------------------------------------------------------------------- | ------------------------------------------------------------------------- | ------------------------------------------------------------------------- |
| 03/08/2006                                                                | Las Vegas                                                                 | Stati Uniti                                                               | 112 - 64                                                                  | Porto Rico                                                                | Torneo amichevole                                                         | 5                                                                         |                                                                           |
| 07/08/2006                                                                | Guangzhou                                                                 | Cina                                                                      | 73 - 119                                                                  | Stati Uniti                                                               | Torneo amichevole                                                         | 1                                                                         |                                                                           |
| 08/08/2006                                                                | Guangzhou                                                                 | Stati Uniti                                                               | 90 - 86                                                                   | Brasile                                                                   | Torneo amichevole                                                         | 4                                                                         |                                                                           |
| 13/08/2006                                                                | Seul                                                                      | Stati Uniti                                                               | 104 - 90                                                                  | Lituania                                                                  | Torneo amichevole                                                         | 10                                                                        |                                                                           |
| 15/08/2006                                                                | Seul                                                                      | Corea del Sud                                                             | 63 - 116                                                                  | Stati Uniti                                                               | Torneo amichevole                                                         | 6                                                                         |                                                                           |
| 19/08/2006                                                                | Sapporo                                                                   | Porto Rico                                                                | 100 - 111                                                                 | Stati Uniti                                                               | Mondiali 2006 - Fase a gironi                                             | 11                                                                        | [ 24 ]                                                                    |
| 20/08/2006                                                                | Sapporo                                                                   | Stati Uniti                                                               | 121 - 90                                                                  | Cina                                                                      | Mondiali 2006 - Fase a gironi                                             | 13                                                                        | [ 25 ]                                                                    |
| 22/08/2006                                                                | Sapporo                                                                   | Slovenia                                                                  | 95 - 114                                                                  | Stati Uniti                                                               | Mondiali 2006 - Fase a gironi                                             | 9                                                                         | [ 26 ]                                                                    |
| 23/08/2006                                                                | Sapporo                                                                   | Stati Uniti                                                               | 94 - 85                                                                   | Italia                                                                    | Mondiali 2006 - Fase a gironi                                             | 5                                                                         | [ 27 ]                                                                    |
| 24/08/2006                                                                | Sapporo                                                                   | Stati Uniti                                                               | 103 - 58                                                                  | Senegal                                                                   | Mondiali 2006 - Fase a gironi                                             | 7                                                                         | [ 28 ]                                                                    |
| 27/08/2006                                                                | Saitama                                                                   | Stati Uniti                                                               | 113 - 73                                                                  | Australia                                                                 | Mondiali 2006 - Ottavi di Finale                                          | 2                                                                         | [ 29 ]                                                                    |
| 30/08/2006                                                                | Saitama                                                                   | Stati Uniti                                                               | 85 - 65                                                                   | Germania                                                                  | Mondiali 2006 - Quarti di Finale                                          | 9                                                                         | [ 30 ]                                                                    |
| 01/09/2006                                                                | Saitama                                                                   | Grecia                                                                    | 96 - 81                                                                   | Stati Uniti                                                               | Mondiali 2006 - Semifinale                                                | 3                                                                         | [ 31 ]                                                                    |
| 02/09/2006                                                                | Saitama                                                                   | Stati Uniti                                                               | 101 - 95                                                                  | Argentina                                                                 | Mondiali 2006 - Finale 3º posto                                           | 4                                                                         | [ 32 ]                                                                    |
| 25/07/2008                                                                | Las Vegas                                                                 | Stati Uniti                                                               | 120 - 65                                                                  | Canada                                                                    | Torneo amichevole                                                         | 11                                                                        |                                                                           |
| 31/07/2008                                                                | Macao                                                                     | Turchia                                                                   | 82 - 114                                                                  | Stati Uniti                                                               | Torneo amichevole                                                         | 12                                                                        |                                                                           |
| 01/08/2008                                                                | Macao                                                                     | Stati Uniti                                                               | 120 - 84                                                                  | Lituania                                                                  | Torneo amichevole                                                         | 4                                                                         |                                                                           |
| 03/08/2008                                                                | Macao                                                                     | Stati Uniti                                                               | 90 - 68                                                                   | Russia                                                                    | Torneo amichevole                                                         | 4                                                                         |                                                                           |
| 05/08/2008                                                                | Macao                                                                     | Stati Uniti                                                               | 87 - 76                                                                   | Australia                                                                 | Torneo amichevole                                                         | 6                                                                         |                                                                           |
| 10/08/2008                                                                | Pechino                                                                   | Stati Uniti                                                               | 101 - 70                                                                  | Cina                                                                      | Olimpiadi 2008 - Fase a gironi                                            | 3                                                                         | [ 33 ]                                                                    |
| 12/08/2008                                                                | Pechino                                                                   | Angola                                                                    | 76 - 97                                                                   | Stati Uniti                                                               | Olimpiadi 2008 - Fase a gironi                                            | 6                                                                         | [ 34 ]                                                                    |
| 14/08/2008                                                                | Pechino                                                                   | Stati Uniti                                                               | 92 - 69                                                                   | Grecia                                                                    | Olimpiadi 2008 - Fase a gironi                                            | 4                                                                         | [ 35 ]                                                                    |
| 16/08/2008                                                                | Pechino                                                                   | Spagna                                                                    | 82 - 119                                                                  | Stati Uniti                                                               | Olimpiadi 2008 - Fase a gironi                                            | 14                                                                        | [ 36 ]                                                                    |
| 18/08/2008                                                                | Pechino                                                                   | Stati Uniti                                                               | 106 - 57                                                                  | Germania                                                                  | Olimpiadi 2008 - Fase a gironi                                            | 10                                                                        | [ 37 ]                                                                    |
| 20/08/2008                                                                | Pechino                                                                   | Stati Uniti                                                               | 116 - 85                                                                  | Australia                                                                 | Olimpiadi 2008 - Quarti di Finale                                         | 2                                                                         | [ 38 ]                                                                    |
| 22/08/2008                                                                | Pechino                                                                   | Argentina                                                                 | 81 - 101                                                                  | Stati Uniti                                                               | Olimpiadi 2008 - Semifinale                                               | 12                                                                        | [ 39 ]                                                                    |
| 24/08/2008                                                                | Pechino                                                                   | Spagna                                                                    | 107 - 118                                                                 | Stati Uniti                                                               | Olimpiadi 2008 - Finale                                                   | 13                                                                        | [ 40 ]                                                                    |
| 12/07/2012                                                                | Las Vegas                                                                 | Stati Uniti                                                               | 113 - 59                                                                  | Rep. Dominicana                                                           | Torneo amichevole                                                         | 0                                                                         | [ 41 ]                                                                    |
| 16/07/2012                                                                | Washington                                                                | Stati Uniti                                                               | 80 - 69                                                                   | Brasile                                                                   | Torneo amichevole                                                         | 10                                                                        | [ 42 ]                                                                    |
| 19/07/2012                                                                | Manchester                                                                | Stati Uniti                                                               | 118 - 78                                                                  | Gran Bretagna                                                             | Torneo amichevole                                                         | 3                                                                         | [ 43 ]                                                                    |
| 22/07/2012                                                                | Barcellona                                                                | Stati Uniti                                                               | 86 - 80                                                                   | Argentina                                                                 | Torneo amichevole                                                         | 5                                                                         | [ 44 ]                                                                    |
| 24/07/2012                                                                | Barcellona                                                                | Stati Uniti                                                               | 100 - 78                                                                  | Spagna                                                                    | Torneo amichevole                                                         | 5                                                                         | [ 45 ]                                                                    |
| 29/07/2012                                                                | Londra                                                                    | Stati Uniti                                                               | 98 - 71                                                                   | Francia                                                                   | Olimpiadi 2012 - Fase a gironi                                            | 5                                                                         | [ 46 ]                                                                    |
| 31/07/2012                                                                | Londra                                                                    | Tunisia                                                                   | 63 - 110                                                                  | Stati Uniti                                                               | Olimpiadi 2012 - Fase a gironi                                            | 2                                                                         | [ 47 ]                                                                    |
| 02/08/2012                                                                | Londra                                                                    | Stati Uniti                                                               | 156 - 73                                                                  | Nigeria                                                                   | Olimpiadi 2012 - Fase a gironi                                            | 7                                                                         | [ 48 ]                                                                    |
| 04/08/2012                                                                | Londra                                                                    | Lituania                                                                  | 94 - 99                                                                   | Stati Uniti                                                               | Olimpiadi 2012 - Fase a gironi                                            | 7                                                                         | [ 49 ]                                                                    |
| 06/08/2012                                                                | Londra                                                                    | Argentina                                                                 | 97 - 126                                                                  | Stati Uniti                                                               | Olimpiadi 2012 - Fase a gironi                                            | 17                                                                        | [ 50 ]                                                                    |
| 08/08/2012                                                                | Londra                                                                    | Stati Uniti                                                               | 119 - 86                                                                  | Australia                                                                 | Olimpiadi 2012 - Quarti di Finale                                         | 7                                                                         | [ 51 ]                                                                    |
| 10/08/2012                                                                | Londra                                                                    | Argentina                                                                 | 83 - 109                                                                  | Stati Uniti                                                               | Olimpiadi 2012 - Semifinale                                               | 10                                                                        | [ 52 ]                                                                    |
| 12/08/2012                                                                | Londra                                                                    | Stati Uniti                                                               | 107 - 100                                                                 | Spagna                                                                    | Olimpiadi 2012 - Finale                                                   | 11                                                                        | [ 53 ]                                                                    |
| Totale                                                                    |                                                                           | Presenze                                                                  | 40                                                                        |                                                                           | Punti                                                                     | 279                                                                       |                                                                           |

## Palmarès

### High school
- McDonald's All-American Game: 2003

### College
- NCAA All-American First Team: 2005
- ACC Rookie of the Year: 2004
- 2× All-ACC Team
  - All-ACC First Team: 2005
  - All-ACC Third Team: 2004
- All-ACC Defensive Team: 2004
- All-ACC Freshman Team: 2004
- All-ACC Tournament Second Team: 2004
- Numero 3 ritirato da Wake Forest

### NBA
- Rookie dell'anno: 2006
- All-Rookie First Team: 2006
- Miglior assist-man: 5 (4° migliore di sempre dopo John Stockton (9), Bob Cousy (8), Oscar Robertson (6) )

2008, 2009, 2014, 2015, 2022
- Migliore nelle palle rubate: 6 (record)

2008, 2009, 2011, 2012, 2013, 2014
- Miglior tiratore di liberi NBA (2021)

- All-NBA Team: 11

First Team: 2008, 2012, 2013, 2014
Second Team: 2009, 2015, 2016, 2020, 2021
Third Team: 2011, 2022
- NBA All-Defensive Team: 9

First Team: 2009, 2012, 2013, 2014, 2015, 2016, 2017
Second Team: 2008, 2011
- MVP dell'All-Star Game: 2013
- Convocazioni all'All-Star Game: 12

2008, 2009, 2010, 2011, 2012, 2013, 2014, 2015, 2016, 2020, 2021, 2022
- Secondo per numero di assist di sempre NBA
- Quarto migliore giocatore di sempre per assist a partita NBA in regular season (9,35 assist a partita)
- Quarantunesimo miglior marcatore di sempre sommando ABA e NBA
- Trentaseiesimo miglior marcatore di sempre NBA
- Secondo miglior giocatore per palle rubate di sempre NBA
- Decimo migliore giocatore di sempre per palle rubate a partita NBA in regular season (2,06 palle rubate a partita)
- Inserito nel NBA 75th Anniversary Team

### Nazionale
- Oro olimpico:

Pechino 2008
Londra 2012

- Bronzo: Campionato del mondo FIBA 2006
- Oro: Campionato del mondo FIBA (under 20) 2004

## Stipendio
| Stagione | Squadra          | Salario     |
| -------- | ---------------- | ----------- |
| 2005-06  | N.O. Hornets     | $3,144,240  |
| 2006-07  | N.O. Hornets     | $3,144,240  |
| 2007-08  | N.O. Hornets     | $3,615,960  |
| 2008-09  | N.O. Hornets     | $4,574,189  |
| 2009-10  | N.O. Hornets     | $13,520,500 |
| 2010-11  | N.O. Hornets     | $14,940,153 |
| 2011-12  | L.A. Clippers    | $16,359,805 |
| 2012-13  | L.A. Clippers    | $17,779,458 |
| 2013-14  | L.A. Clippers    | $18,668,431 |
| 2014-15  | L.A. Clippers    | $20,068,563 |
| 2015-16  | L.A. Clippers    | $21,468,696 |
| 2016-17  | L.A. Clippers    | $22,868,827 |
| 2017-18  | Houston Rockets  | $24,599,495 |
| 2018-19  | Houston Rockets  | $35,654,150 |
| 2019-20  | Oklahoma Thunder | $38,506,482 |
| 2020-21  | Phoenix Suns     | $41,358,814 |

## Filmografia
- Appare nella serie televisiva Big Time Rush, nell'episodio dedicato alle papere della serie. A condurlo ci sono Stephen Kramer Glickman e Ciara Bravo. Stephen afferma che allo show verrà anche Chris Paul e per sostituirlo usa una sagoma di cartone con la sua faccia. Alla fine Chris verrà troppo in ritardo, proprio quando lo show è finito.
- Compare anche in un episodio della serie Jessie, nel quale aiuta Ravi (Karan Brar) a migliorare nel basket.